# سلطان الغنام (لاعب كرة قدم مواليد 1986)
سلطان زيد الغنام لاعب كرة قدم سعودي يلعب مدافع.
لعب سابقاً لأندية الهلال والشباب في الفئات السنية ولعب بعدها لأندية الحمادة والفيحاء والمزاحمية والوشم والدرعية.